# Matanza (banda)
Matanza foi uma banda brasileira de rock, formada no Rio de Janeiro em 1996, que permaneceu ativa até 2018. Sua música era uma mistura de hardcore punk, country e heavy metal, formando assim o gênero que a mídia intitulou de "countrycore".

## História
O Matanza foi idealizado no ano de 1996 por Jimmy e Donida, atendendo à ideia de explorar as melodias da fase inicial da carreira do cantor americano Johnny Cash, adaptadas a um andamento como o que se ouvia da banda escocesa The Exploited. Completavam essa formação embrionária o baterista Nervoso e o baixista Diba, registrada na demo de 1998 Terror em Dashville.
Em 1999, uma nova gravação atrairia a atenção do produtor Rafael Ramos, e levaria o Matanza à assinar com a hoje extinta Abril Music para o lançamento de seu primeiro CD. Já contando com China no baixo, Santa Madre Cassino foi gravado em Dezembro de 2000 e lançado em Março do ano seguinte, pouco antes da banda ser demitida da gravadora.
O Matanza segue com Rafael Ramos para a Deckdisc e grava no estúdio Tambor o seu segundo álbum, Música para Beber e Brigar, então com Fausto às baquetas. Neste álbum, as faixas "Pé na Porta, Soco na Cara" e "Bom é Quando Faz Mal" receberam videoclipes dirigidos por Eduardo Kurt, responsável também pelo de "Ela Roubou Meu Caminhão", do primeiro álbum, e por todos os que viriam a compor o tributo à Johnny Cash.
O projeto To Hell With Johnny Cash começou como um compacto de quatro músicas que a banda costumava tocar em seus shows mas, em pouco tempo, já orçavam-se três compactos, com 12 músicas ao todo. No começo de 2005, com o surgimento de uma nova mídia, o projeto tomou ares de disco de carreira e o resultado foi um CD-DVD, reconhecido como o primeiro título em DualDisc de um artista brasileiro em território nacional.
O álbum A Arte do Insulto foi gravado em meados de 2006 e lançado em outubro do mesmo ano. O trabalho de divulgação do álbum contou ainda com o videoclipe de "Clube dos Canalhas", dirigido por Rudi Lagemann e fotografado por Tuca Andrade, e com a revista Matanza Comix, com quadrinhos de Alan Sieber, Arnaldo Branco, Daniel Etê, entre outros, além do próprio Donida, editor da publicação.
O registro Matanza Ao Vivo gravado no Hangar 110 (São Paulo) em Dezembro de 2008 e dirigido por Romi Atarashi, conta com Jonas na bateria e marca a transição para uma nova fase. O guitarrista Donida deixa os palcos para dedicar-se exclusivamente à composição do material da banda. Seu lugar, nos palcos, é ocupado por Maurício Nogueira (Ex-Torture Squad).
Cinco anos após A Arte do Insulto, o Matanza lança Odiosa Natureza Humana, em Março, pela Deckdisc. O quinto álbum de estúdio (e quarto de inéditas) começou a ser feito em 2010 e foi gravado em três dias, ao vivo, com fita de rolo (sem arrumações digitais) e produção de Rafael Ramos no estúdio Tambor.
Em 2012, o Matanza lança seu sexto álbum de estúdio, Thunder Dope. Neste álbum a banda regrava algumas faixas de demos lançadas anteriormente: "Goredoom Jamboree" e "Matanza em Idaho" (de Terror em Dashville) e "Devil Horse" (de De Volta a Tombstone).
Em 2015, a banda anunciou a saída do baixista China, substituído por Dony Escobar. Segundo o próprio grupo, China deixou o Matanza porque queria começar a tocar apenas guitarra. Antes de sair, ele participou da gravação do sétimo álbum de inéditas da banda, Pior Cenário Possível lançado em abril do mesmo ano. sendo o primeiro trabalho em estúdio a contar com Maurício envolvido no processo de composição.

### Fim do Matanza, começo do Matanza Inc. e Matanza Ritual
Em maio de 2018, a banda anunciou que encerraria suas atividades em outubro do mesmo ano devido a "questões pessoais que precisam ser atendidas, possibilidades profissionais que precisam ser contempladas e necessidades artísticas que (...) levam à [sic] caminhos distintos".
Os ex-integrantes se dividiram em dois grupos, de um lado o vocalista Jimmy London, e de outro Marco Donida, Maurício Nogueira, Dony Escobar e Jonas Cáffaro.
No início de 2019, Marco, Maurício, Dony e Jonas formaram o Matanza Inc, com o vocalista Vital Cavalcante no lugar de Jimmy London.
Também em 2019, Jimmy London forma a banda Matanza Ritual, com Felipe Andreoli (baixo, também do Angra), Antônio Araújo (guitarra, Korzus) e Amílcar Christófaro (bateria, Torture Squad).

### Projetos paralelos
O ex-baixista e o guitarrista, China e Donida, possuem um projeto paralelo chamado Enterro. É uma banda de black metal e lançou em 2008 seu primeiro CD independente Nunc Scio Tenebris Lux.
Por sua vez, o vocalista Jimmy London participava de uma série de programas de televisão da MTV Brasil. Além do Rockgol, onde toda a banda participa de um torneio de futebol, Jimmy já apresentou o programa Pimp My Ride Brasil e dublava desenhos animados.
Jimmy London também participou de uma música da banda Rock Rocket chamada "Eu Queria me Casar" e agora está numa parceria com o Rats, formando o Jimmy & Rats.  baixista Dony Escobar toca nas bandas Os Vulcânicos e Lammia.

### Crítica
Comentando a agenda de shows para o Yahoo!, Regis Tadeu publicou uma crítica positiva para a banda em 2012: "Muita gente acha um absurdo, mas... Sim, o Matanza é uma banda legal e que faz um show melhor ainda. Ao vivo, os caras mandam muito bem e as canções fazem muito mais sentido do que aquilo que você ouve no CD. É claro que você precisa entrar na vibe 'Johnny Cash metal caminhoneiro' cafajeste" para curtir e divertir com as canções escrachadas (...)"

## Integrantes

#### Última formação
- Jimmy London – vocais (1996–2018)
- Marco Donida – guitarra (1996–2018; membro de estúdio 2008–2018)
- Maurício Nogueira – guitarra (2008–2018)
- Jonas Cáffaro – bateria (2008–2018)
- Dony Escobar – baixo (2015–2018)

#### Ex-integrantes
- Diba – baixo (1996 - 2001)
- Nervoso – bateria (1996 - 2003)
- Jefferson "China" Cardim – baixo (2001 - 2015)
- Fausto – bateria (2003 - 2008)

## Discografia

#### Álbuns de estúdio
- (2001) Santa Madre Cassino
- (2003) Música para Beber e Brigar
- (2005) To Hell with Johnny Cash
- (2006) A Arte do Insulto
- (2011) Odiosa Natureza Humana
- (2012) Thunder Dope
- (2015) Pior Cenário Possível

#### DVDs e álbuns ao vivo
- (2008) MTV Apresenta: Matanza